# Erymanthos
Erymanthos (řecky Ερύμανθος) je pohoří v Řecku. Nachází se v severní části Peloponésu a tvoří přirozenou hranici mezi Achaiou a Élidou. Nejvyšším vrcholem je Olonos (2224 m n. m.), čtvrtá nejvyšší hora Peloponésu. Na východě Erymanthos sousedí s pohořím Helmos.
Na úbočích hor roste jedle řecká, cedry, smrky, jalovec, dub a vítečník sítinovitý, ve výšce nad 1600 metrů převládají alpínské louky a kamenná pole. Část regionu je pro velké množství endemických druhů rostlin chráněným územím v rámci programu Natura 2000. Erymanthos je vyhledáván turisty díky přírodním scenériím a výhledům na značnou část západního Řecka.
Pohoří je pojmenováno podle Apollónova syna Erymantha. Ve starověku byla oblast známá díky legendě o obřím erymanthském kanci: polapení tohoto nebezpečného zvířete bylo čtvrtým z dvanácti úkolů, které musel splnit Hérakles.